# Периферийная стратегия
«Периферийная стратегия» — военно-стратегическая концепция государств блока НАТО, появившаяся в начале 50-х годов XX века и главенствовавшая вплоть до 1963 года, когда была принята концепция «передовых рубежей».
«Периферийная стратегия» был выдвинута военными теоретиками Великобритании и США. Основывалась на признании превосходства сухопутных вооружённых сил стран организации Варшавского договора над западными странами и допускала временное оставление войсками НАТО некоторых территорий Западной Европы (так называемый — отход на периферию, под которой подразумевались острова и полуострова Европейского континента). Ведя сдерживающие бои на море и в воздухе предполагалось изменить соотношение сил применением ядерного оружия и, впоследствии, перейти в наступление с переносом боевых действий на территорию СССР и его союзников.